# Neuradopsis bechuanensis
Neuradopsis bechuanensis är en tvåhjärtbladig växtart som beskrevs av Cornelis Eliza Bertus Bremekamp och Oberm.. Neuradopsis bechuanensis ingår i släktet Neuradopsis och familjen Neuradaceae. Inga underarter finns listade i Catalogue of Life.